# Wilhelm Schmid
Pour les articles homonymes, voir Wilhelm Eduard Schmid et Schmid.
Wilhel Schmid, né le 3 juin 1889 à Munich et mort le 30 juin 1934  à Stadelheim, est un membre du NSDAP et de la SA, député au Reichstag de 1933 à 1934. Il est assassiné lors de la nuit des Longs Couteaux.

## Jeunesse et formation
Issu d'une famille catholique de Munich, Schmid rejoint, après ses études primaires et secondaires, le 11e régiment d'infanterie bavaroise en 1909, comme élève officier. Promu officier en 1914, il combat lors de la Première Guerre mondiale au sein du 23e régiment d'infanterie bavaroise : à la fin du conflit, il est chef de bataillon avec le grade de capitaine.
Après la guerre, il s'engage dans le Corps franc de Franz von Epp et participe à l'écrasement de la république des conseils de Bavière et à la répression des révoltes ouvrières dans la Ruhr. Schmid prend ensuite le commandement du 19e régiment d'infanterie de la Reichswehr, qu'il quitte en 1921. Il s'inscrit au parti nazi en 1923 et prend part, en novembre, au putsch de la brasserie.
Après l'échec du putsch et l'interdiction du parti nazi, qui est levée en 1925, Schmid ne regagne les rangs de celui-ci et de la SA qu'en février 1931. Proche d'Ernst Röhm, il est nommé en 1934 à la direction du service du personnel de la SA. À Munich il est le plus haut responsable de la SA, après le préfet de police August Schneidhuber. Il est également membre du Reichstag depuis les élections de novembre 1933.
Lors de la nuit des Longs Couteaux, Schimd et Schneidhuber sont les deux premiers responsables de la SA à être arrêtés, dès l'arrivée de Hitler à Munich. Sous l'emprise de la rage, Hitler arrache leurs décorations et leurs insignes de grade. Schmid est abattu dans l'après-midi du 30 juin par un groupe de SS.